# 多治見インターモール
多治見インターモール（たじみインターモール、TAJIMI intermall）は、岐阜県多治見市西坂町にある複合商業施設である。

## 概要
1997年11月に、ダイエーが直営で運営する「ハイパーマート多治見店」として開業した。その後、ダイエーのグループ企業に移管され運営していたが、2002年8月末に撤退する。
後継店舗として2003年10月、バローを中核に「EVAショッピングセンター」として新装開店した。施設名称の"EVA（エバ）"は、当時の各店舗であった家電量販店の「エイデン（Eiden、現・エディオン）」、生活食料品の「バロー（Valor）」、スポーツ用品店の「アルペン（Alpen）」の三店の頭文字をとったものである。
2009年3月にバローが撤退し、翌年3月のリニューアルで名称を「多治見インターモール」に変更した。
バリアフリー対応として、車椅子利用に対応したエレベーターが設置されている。
2024年1月にスーパーマーケットロピア、サンドラッグ、清水屋が店舗一階に店舗を三分割する形で同時オープン。

## 沿革

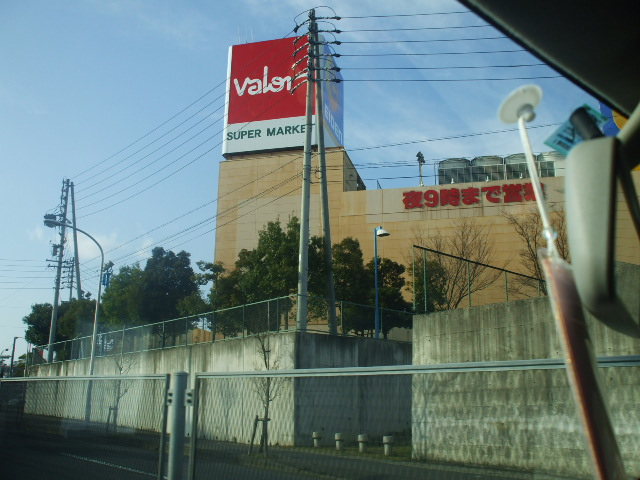
EVAショッピングセンター（2007年3月）

- 1997年（平成9年）11月20日 - 「ダイエーハイパーマート多治見店」として開業。
- 2002年（平成14年）8月31日 - 「ハイパーマート多治見店」、ミドリ電化（現・エディオン）が閉店[4]。
- 2003年（平成15年）10月 - 「EVAショッピングセンター」としてリニューアルオープン。
- 2009年（平成21年）3月8日 - 核店舗である「バロー 多治見インター店[5]」が閉店。エイデン・アルペン以外のほとんどのテナントが撤退する。
- 2010年（平成22年）
  - 3月5日 - 「多治見インターモール」に改称しリニューアルオープン。ニトリ、西松屋などが新たに入居する。
  - 4月1日 - 全館20時閉店となる。
- 2021年（令和3年）4月2日 - 施設の所有権が株式会社萬楽庵（名古屋市）に移管[6]。

## 主要テナント
- ロピア
- 西松屋
- アルペン
- エディオン

## ATM
- 十六銀行 - 西多治見支店
- 東濃信用金庫 - 旭ヶ丘支店
- セブン銀行

## その他設備
- ベビールーム - 乳児のおむつ交換や授乳が可能。湯を常備している。
- 休憩スペース - 自販機に組み込まれたAED（自動体外式除細動器）を設置している。
- 駐車場

## アクセス
- 最寄り駅はJR太多線 小泉駅。徒歩で約15分。
- 中央自動車道 多治見ICより約3分。

### 注
1. ↑  詳細は「過去に存在した北陸地区・甲信越地区・東海地区のダイエーの店舗」を参照。